# Modolo (Sardinien)
Modolo ist eine italienische Gemeinde (comune) mit 175 Einwohnern (Stand 31. Dezember 2023) im Westen Sardiniens in der Provinz Oristano. Die Gemeinde liegt etwa 41 Kilometer nördlich von Oristano und gehört zur Unione dei Comuni della Planargia e del Montiferru Occidentale. Die Mittelmeerküste befindet sich etwa vier Kilometer westlich von Modolo.

## Verkehr
Durch die Gemeinde führt die Strada Statale 129bis Trasversale Sarda von Macomer nach Bosa.

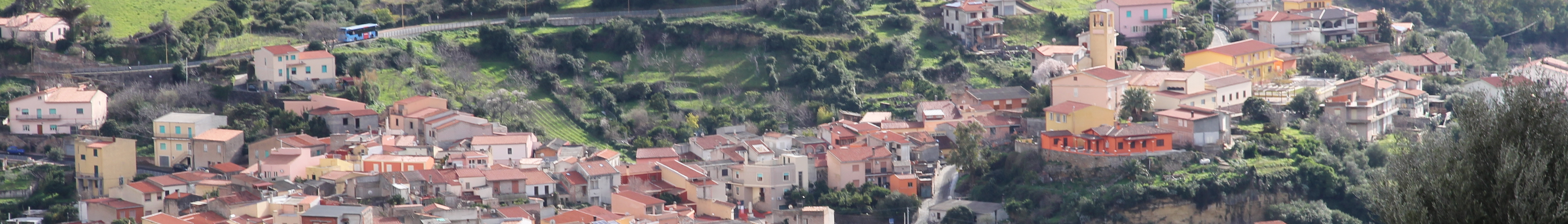
Modolo